# Biệt đội tử thần
Biệt đội tử thần (tiếng Anh: Infini) là một bộ phim khoa học viễn tưởng của Úc 2015 do Shane Abbess đạo diễn và có sự tham gia của Daniel MacPherson, Grace Huang và Luke Hemsworth.